# Placanthes
Placanthes é um gênero de traça pertencente à família Agonoxenidae.